# SN 2006lh
SN 2006lh – supernowa typu II odkryta 24 października 2006 roku w galaktyce A232651+0919. W momencie odkrycia miała maksymalną jasność 19,40m.